# Powiat oświęcimski
Powiat oświęcimski – powiat w Polsce (województwo małopolskie), utworzony w 1999 roku w ramach reformy administracyjnej. Jego siedzibą jest miasto Oświęcim.
W skład powiatu wchodzą:
- gminy miejskie: Oświęcim
- gminy miejsko-wiejskie: Brzeszcze, Chełmek, Kęty, Zator
- gminy wiejskie: Osiek, Oświęcim, Polanka Wielka, Przeciszów
- miasta: Oświęcim, Brzeszcze, Chełmek, Kęty, Zator

Według danych z 31 grudnia 2019 roku powiat zamieszkiwało 153 486 osób. Natomiast według danych z 30 czerwca 2020 roku powiat zamieszkiwało 153 125 osób.
Patronem powiatu jest Maksymilian Maria Kolbe.

## Zarys dziejów powiatu
- W kwietniu 1854 roku utworzono powiat oświęcimski, obejmujący miasto Oświęcim i 25 okolicznych miejscowości. Wchodził on w skład okręgu w Wadowicach. Na czele Urzędu Powiatowego stał naczelnik[5].
- W 1866 roku zlikwidowano Urząd Powiatowy w Oświęcimiu, a jego terytorium włączono z dniem 28 maja 1867 roku do nowo utworzonego powiatu bialskiego[5].
- 24 maja 1910 roku cesarz Franciszek Józef powołał starostwo w Oświęcimiu, które rozpoczęło działalność 1 lipca 1910 roku w biurach na zamku. Starostą oświęcimskim został Ludwik Wykowski[5].
- Powiat oświęcimski wszedł 23 grudnia 1920 roku w skład województwa krakowskiego[6].
- Do 17 grudnia 1923 roku starostą oświęcimskim był Stefan Żelechowski[7].
- 1 kwietnia 1927 roku wyłączono z powiatu gminy: Przybradz, Graboszyce i Gierałtowice, które włączono do powiatu wadowickiego[8].
- 1 kwietnia 1932 roku, w ramach oszczędności administracji państwowej, powiat został zniesiony. Gminy okręgu sądu grodzkiego w Oświęcimiu (większa część terytorium znoszonej jednostki) wcielono do powiatu bialskiego, a gminy okręgu sądu grodzkiego w Zatorze do powiatu wadowickiego[9].
- W latach okupacji niemieckiej (1939–1945) terytorium byłego powiatu oświęcimskiego wchodziło w skład powiatu Bielitz (Landkreis Bielitz).
- 1 stycznia 1951 roku powiat został utworzony ponownie. W jego skład weszły gminy ze znoszonego powiatu bialskiego: Oświęcim, Brzeszcze, Kęty, Osiek i nowa gmina Wilamowice (utworzona w 1951 z części obszaru gmin Bestwina i Kęty) oraz miasta Oświęcim, Kęty i Wilamowice, a także wyłączone z powiatu wadowickiego miasto i gmina Zator[10].
- 1 czerwca 1975 roku powiaty zostały zniesione. Gminy które wchodziły w jego skład, znalazły się w nowo utworzonym województwie bielskim[11] oprócz gminy Brzeszcze, którą włączono do województwa katowickiego (1 stycznia 1992 roku z gminy Osiek wydzielono gminę Polanka Wielka[12]).
- 1 stycznia 1999 roku wprowadzono trójstopniowy podział administracyjny kraju. Utworzono ponownie powiat oświęcimski, w skład którego weszły gminy: Oświęcim (miejska i wiejska), Brzeszcze, Chełmek (do 1975 roku w powiecie chrzanowskim), Kęty, Osiek, Polanka Wielka, Przeciszów i Zator[13].
- 1 stycznia 2002 roku przyłączono do powiatu (gminy Osiek) wieś Głębowice wyłączoną z powiatu wadowickiego[14].

## Demografia

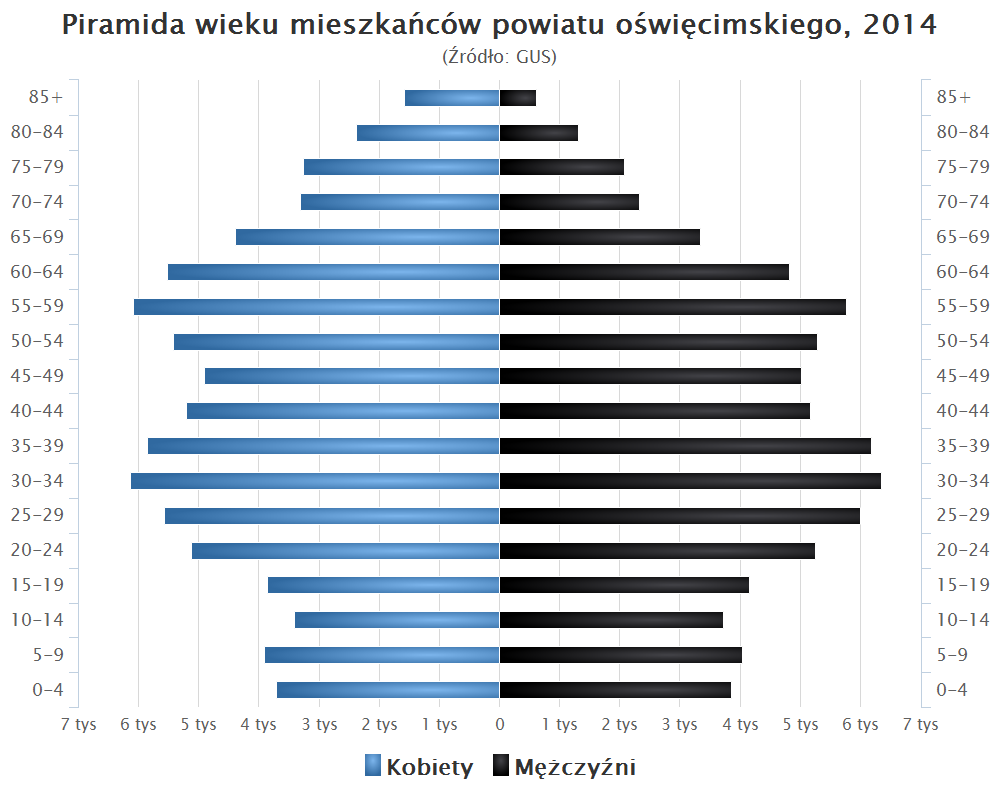
Piramida wieku mieszkańców powiatu oświęcimskiego w 2014 roku

Liczba ludności (dane z 30 czerwca 2005):
|        | Ogółem  | Ogółem | Kobiety | Kobiety | Mężczyźni | Mężczyźni |
| osób   | %       | osób   | %       | osób    | %         |           |
| ------ | ------- | ------ | ------- | ------- | --------- | --------- |
| Ogółem | 153 352 | 100    | 78 584  | 51,24   | 74 768    | 48,76     |
| Miasto | 85 134  | 55,52  | 44 350  | 28,92   | 40 784    | 26,60     |
| Wieś   | 68 218  | 44,48  | 34 234  | 22,32   | 33 984    | 22,16     |

▶Wieś vs ▶miasto
Ogółem (▶k, ▶m)
Miasto (▶k, ▶m)
Wieś (▶k, ▶m)

## Religia
- Kościół rzymskokatolicki z parafiami.
- Świadkowie Jehowy Sale Królestwa w Oświęcimiu, Brzeszczach i Kętach[16][17].
- Adwentyści – kościół w Oświęcimiu.
- Zielonoświątkowcy – zbór w Oświęcimiu.

## Sąsiednie powiaty
- powiat chrzanowski
- powiat wadowicki
- powiat bielski (śląskie)
- powiat pszczyński (śląskie)
- powiat bieruńsko-lędziński (śląskie)
- Jaworzno (miasto na prawach powiatu, śląskie)